# Blang Dalam (Babah Rot)
Blang Dalam is een bestuurslaag in het regentschap Aceh Barat Daya van de provincie Atjeh, Indonesië. Blang Dalam telt 1.447 inwoners (volkstelling 2010).